# Capsula del tempo

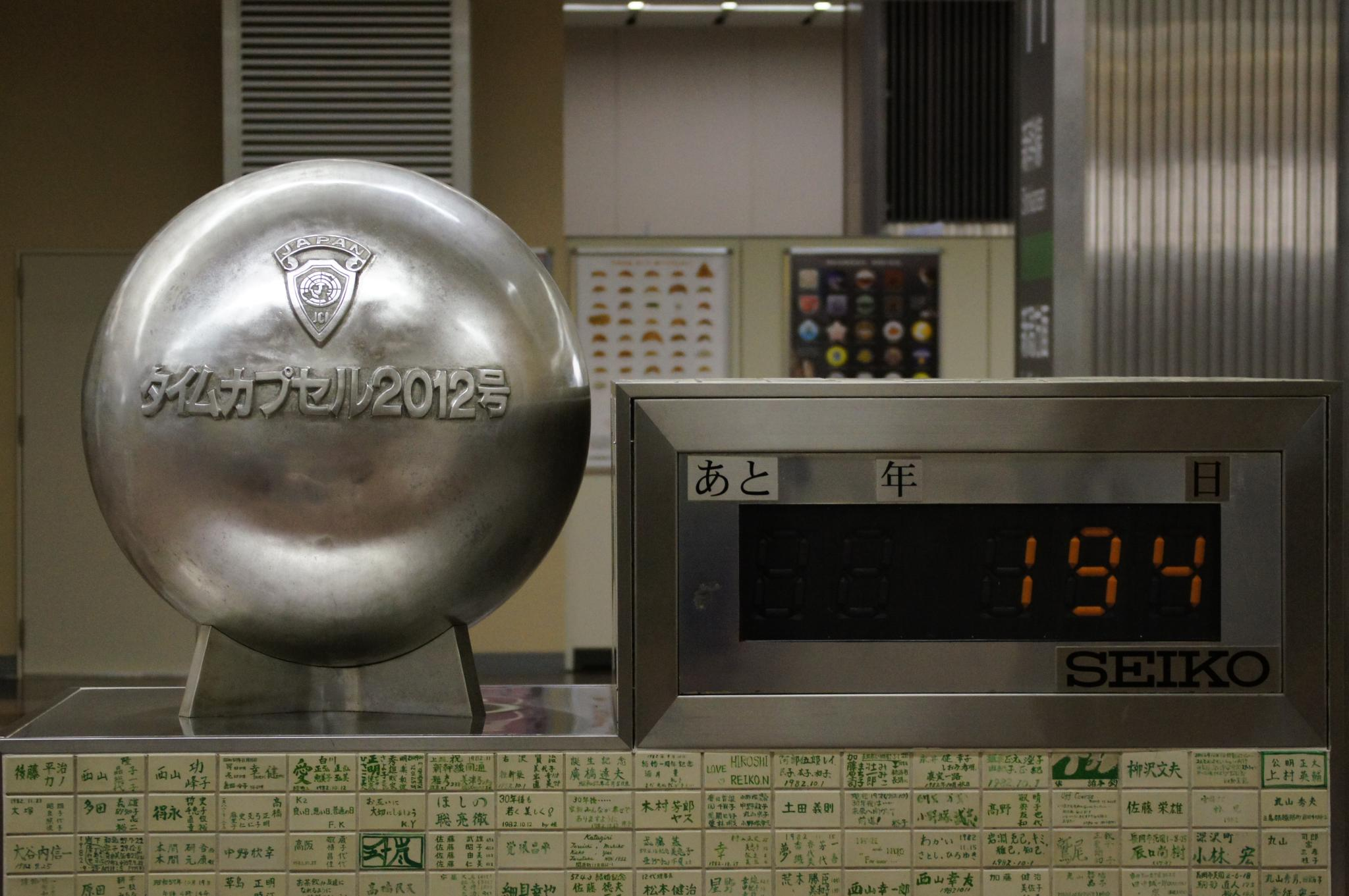
Capsula del tempo allestita nella stazione di Nagaoka, in Giappone, nel 2012

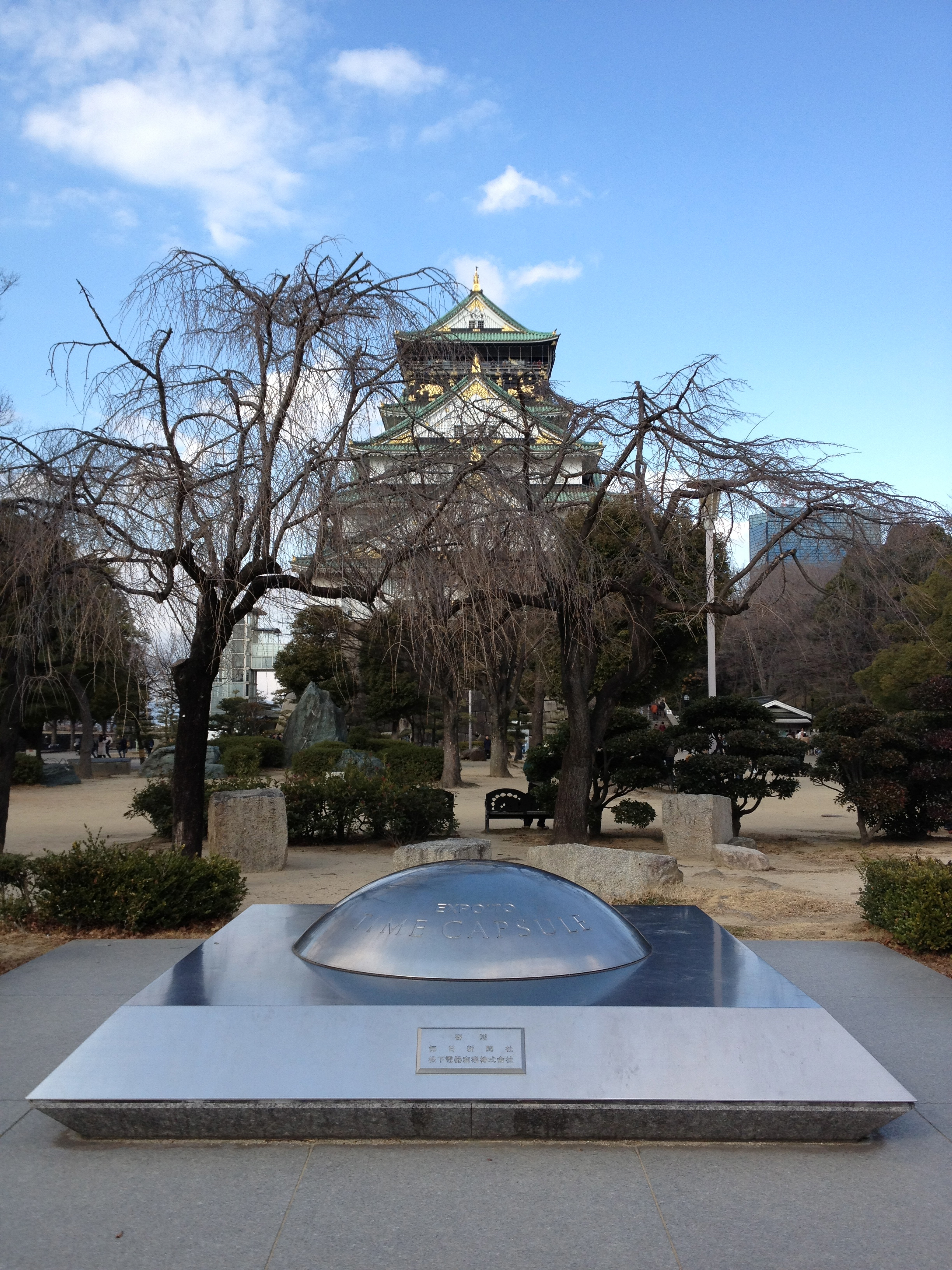
Capsula del tempo di Osaka

Una capsula del tempo è un contenitore appositamente preparato per conservare oggetti o informazioni, destinato a essere ritrovato in un'epoca futura. Si tratta di un lagerstätte artificiale e non va confuso con la macchina del tempo.
Molte capsule del tempo sono preparate da singole persone, altre vengono deposte in cerimonie di inaugurazione di edifici o eventi importanti. Il contenuto può comprendere oggetti rappresentativi dell'epoca, giornali, registrazioni, fotografie, monete ecc.

## Storia
Presso l'Oglethorpe University, ad Atlanta, fu allestita nel 1936 una "cripta della civiltà". Si trattava di una stanza sigillata contenente un campione rappresentativo dell'epoca, in gran parte oggetti donati.
La Cripta contiene fusti sigillati in gas inerte, nei quali sono inseriti i più vari oggetti, prevalentemente degli anni '30: abiti, accendini, radio, grammofoni. La cripta della civiltà nacque per volontà di Thornwell Jacobs (1877-1956), rettore della stessa università, che volle conservare e preservare la civiltà del tempo per i posteri. Il rettore spiegò il motivo della sua idea in un articolo pubblicato nel novembre del 1936 sulla rivista Scientific American, nel quale evidenziò la difficoltà di conservazione dei documenti per il futuro e la necessità di creare un sistema per preservare le informazioni di una civiltà.
Presso la stessa università si trova l'associazione International Time Capsule Society (ITCS) che raccoglie informazioni sull'ubicazione delle capsule del tempo in tutto il mondo. Chiunque può registrare la posizione della propria capsula, il contenuto e la data di apertura prevista.
Una nota capsula del tempo si trova anche nel Cimitero e monumento alla memoria americano in Normandia. Sarà aperta solo il 6 giugno 2044 a cento anni esatti dallo sbarco degli Alleati in Normandia.

## Caratteristiche
Le capsule del tempo sono contenitori pensati per durare nel tempo salvaguardando il contenuto. Possono essere piccoli barattoli oppure intere stanze sigillate. L'atmosfera interna può essere alterata per ridurre il contenuto di ossigeno e limitare l'ossidazione.
Il posizionamento deve essere fatto in modo da consentire il ritrovamento in un'epoca prestabilita e all'esterno possono essere apposte indicazioni sulla data di apertura, tenendo conto dei possibili cambiamenti nella lingua usata.

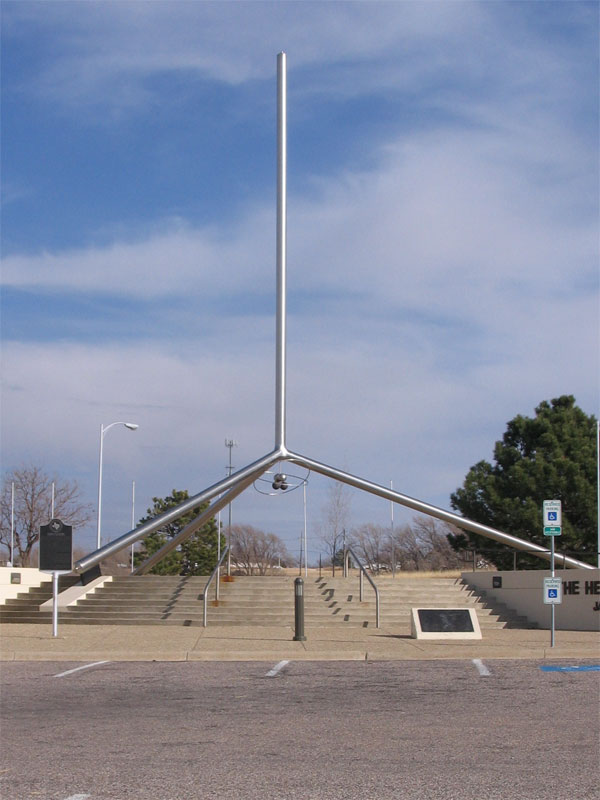
Lo Helium Centennial Time Columns Monument situato ad Amarillo (Texas) conserva quattro sfere che dovranno essere aperte dopo 25, 50, 100, e 1000 anni a partire dal 1968

## Le prime capsule
Quando le capsule del tempo siano state usate per la prima volta è un argomento molto dibattuto, ma dato il concetto semplice, l'idea e il primo uso delle capsule del tempo potrebbero essere molto più vecchi di quanto sia attualmente documentato. Il termine "capsula del tempo" sembra essere un termine coniato relativamente di recente, verso il 1938.
Intorno al 1761, alcuni reperti datati furono collocati all'interno della banderuola di rame cava, a sua volta risalente al 1742, in cima alla storica Faneuil Hall di Boston.
Una capsula del tempo risalente al 1777 è stata scoperta il 30 novembre 2017 all'interno di una statua religiosa a Sotillo de la Ribera, nella provincia di Burgos in Spagna. Una statua lignea di Gesù Cristo aveva nascosto al suo interno un documento con informazioni economiche, politiche e culturali, scritto da Joaquín Mínguez, cappellano della Cattedrale di Burgo de Osma nel 1777.
Una capsula del tempo, risalente al 1795 e attribuita a Samuel Adams e Paul Revere, fu temporaneamente rimossa nel 2014 dalla pietra angolare della Massachusetts State House di Boston. Era stata precedentemente aperta nel 1855 ed erano stati aggiunti alcuni nuovi elementi prima di reinstallarla. È stata nuovamente aperta con una cerimonia nel gennaio 2015 presso il Museum of Fine Arts di Boston, con specifiche restrizioni alla copertura mediatica per preservare i fragili manufatti. I contenuti sono stati visualizzati in loco brevemente e quindi riposizionati nel loro sito originario. È la più antica capsula del tempo conosciuta negli Stati Uniti.
Una capsula del tempo del 1845 è stata rinvenuta in Ungheria nel 2021 in occasione degli interventi di restauro della cattedrale di Esztergom, la chiesa più grande dell'Ungheria, nella città situata lungo il Danubio. La comunicazione è stata data nell'aprile 2021 dal Direttore del tesoro della Cattedrale, Csaba Torok. È stata rinvenuta dai restauratori nella croce posta a coronamento della cupola. Dentro un contenitore in rame erano conservati, praticamente intatti, documenti sulla cronologia della costruzione dell’edificio sacro e un libro con nomi di sacerdoti e parrocchie del territorio. La capsula fu posta per decisione del vescovo Jozsef Kopacsy, conscio che non avrebbe visto il termine della costruzione dell'edificio. Probabilmente verrà ricollocata una nuova capsula a conclusione del restauro della cattedrale.
In epoca vittoriana fu collocato a Londra un antico obelisco egizio, chiamato Ago di Cleopatra; il piedistallo contiene una capsula, destinata alla posterità, che contiene artefatti e memorabilia della stessa epoca.

## Nello spazio
Sono stati inviati nello spazio diversi manufatti commemorativi o descrittivi. Ecco alcuni fra i più importanti:
- una placca metallica montata sul modulo di atterraggio lunare della missione Apollo 11, raffigurante i due emisferi terrestri, un'iscrizione, le firme degli astronauti e del presidente Nixon (1969, destinata a restare sulla Luna);
- una placca in alluminio e oro applicata su ciascuna delle sonde Pioneer 10 e Pioneer 11, raffigurante delle illustrazioni pittoriche di un uomo, una donna e alcune informazioni sul sistema solare, per permettere a chi dovesse eventualmente trovarle di risalire al pianeta di origine e al periodo indicativo in cui le sonde sono partite (1972 e 1973, destinate a lasciare il sistema solare);
- un disco per grammofono d'oro inserito in ciascuna delle due sonde Voyager, che, se correttamente usato secondo le "istruzioni" allegate, permette di riprodurre suoni e mostrare immagini terrestri (1977, anch'essi destinati ad abbandonare il sistema solare);
- una placca contenuta all'interno di ciascuno dei satelliti artificiali LAGEOS, raffigurante le disposizioni dei continenti terrestri nel passato, nel presente e nel futuro (lanciate nel 1976 e 1992, destinate a ricadere sulla terra dopo circa 8 milioni di anni).

In tutti questi casi, però, non si trattava di collezioni di manufatti e testimonianze ma solo di poche informazioni sulla Terra e sull'umanità caricate a bordo di satelliti artificiali o veicoli spaziali destinati ad altri scopi, come ad esempio l'atterraggio sulla luna o la raccolta di informazioni sui pianeti esterni del sistema solare: di conseguenza questi oggetti costituivano solo un accessorio, limitato dalla necessità di non appesantire il carico.
È previsto, in data imprecisata, il lancio del satellite KEO, appositamente concepito per contenere una capsula del tempo destinata ai terrestri del 52000 circa, quando la sua orbita sarà ormai diventata instabile a causa dell'attrito con l'atmosfera. Poiché il solo obiettivo del lancio è proprio quello di costituire una capsula del tempo orbitante, la quantità di dati che essa trasporterà, opportunamente incisi su DVD vetrosi resistenti alle radiazioni, è notevolmente superiore a quella di tutti i casi precedenti: ad esempio potranno essere memorizzate fino a quattro pagine scritte per ogni abitante della Terra.